# Kasturba Gandhi
Kastürbā Gāndhi, soprannominata Ba (Porbandar, 11 aprile 1869 – Pune, 22 febbraio 1944), è stata una pacifista indiana.

## Biografia
Figlia del ricco uomo d'affari Gokuladas Makharji, di Porbandar, Kasturba sposò Mohandas Karmchand Gandhi in un matrimonio combinato nel 1883, quando  avevano rispettivamente 14 e 13 anni. All'epoca era analfabeta e Gandhi le insegnò a scrivere e a leggere, il che si sarebbe rivelato molto importante, considerato il livello di alfabetizzazione delle donne indiane dell'epoca. Quando suo marito nel 1888 partì per Londra per motivi di studio, Kasturba rimase in patria per crescere Harilal, il primo figlio della coppia. Ebbero altri tre figli: Manilal (1892), Ramdas (1897) e Devdas (1900).

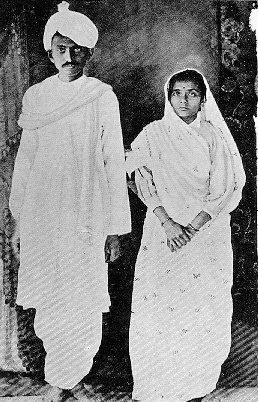
Kasturba e il Mahatma Gandhi nel 1910

Nel 1906, Gandhi decise di praticare il celibato. Sebbene ella sia rimasta al fianco di suo marito, non accettò sempre con facilità le sue idee. Gandhi dovette lavorare molto per convincerla ad accettare il suo punto di vista. Kasturba era molto religiosa e, come suo marito, rinunciò alle divisioni in caste e viveva in ashram.
Spesso Kasturba si unì a suo marito nell'attivismo politico. Si recò in Sudafrica nel 1897 insieme a Mohandas. Dal 1904 al 1914 fu attiva nell'insediamento di Phoenix, vicino a Durban. Durante le proteste del 1913 contro le condizioni di lavoro degli indiani in Sudafrica, Kasturba fu arrestata e condannata a tre mesi di lavori forzati. In seguito, in India, quando suo marito veniva arrestato era lei, a volte, a prendere il suo posto. Nel 1915, quando Gandhi tornò in India per sostenere la lotta dei piantatori indigeni, Kasturba lo accompagnò, e insegnò l'igiene, la disciplina, la lettura e la scrittura a donne e bambini.

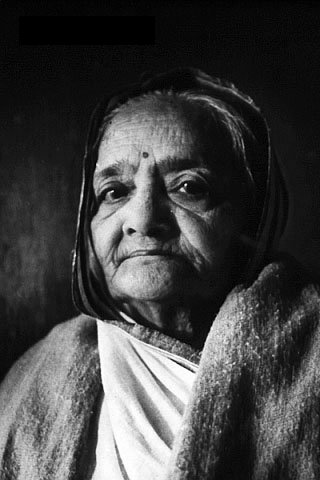
Kasturba nel 1940

Kasturba soffriva di bronchite cronica. Gli arresti e la repressione contro il movimento Quit India e la vita in ashram peggiorarono le sue condizioni. Contrasse la polmonite mentre il marito era in carcere, e questi le suggerì di rifiutare la penicillina (un farmaco che tuttavia all'epoca non era ancora molto conosciuto e la cui produzione industriale era cominciata solo dal 1943 negli USA).
Durante gli anni della seconda guerra mondiale fu tenuta prigioniera con il marito nell'Aga Khan Palace a Pune e lì morì di infarto il 22 febbraio 1944 a 74 anni.

## Bibliografia

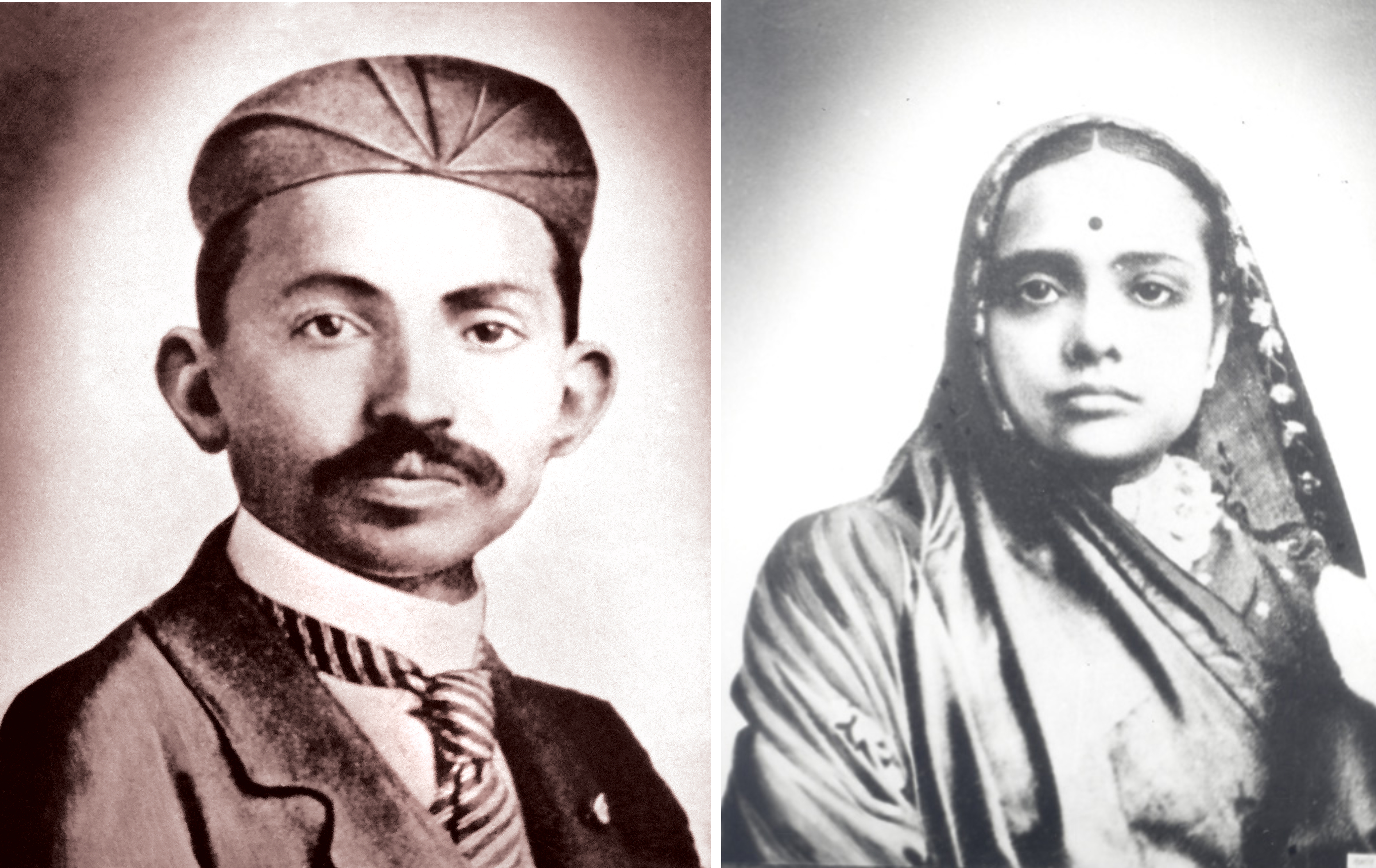
Kasturba e Mohandas nel 1902